# Tomás Pineda
Tomás Ernesto Pineda Nieto (Santa Ana, 21 gennaio 1946) è un ex calciatore salvadoregno, di ruolo portiere.

## Carriera
Prese parte con la Nazionale salvadoregna ai Mondiali del 1970.